# Čebín
Čebín (en allemand : Tschebin) est une commune du district de Brno-Campagne, dans la région de Moravie-du-Sud, en République tchèque. Sa population s'élevait à 1 843 habitants en 2020.

## Géographie
Čebín se trouve à 6 km au sud-est de Tišnov, à 17 km au nord-ouest de Brno et à 170 km au sud-est de Prague.
La commune est limitée par Hradčany et Drásov au nord, par Malhostovice au nord-est, par Moravské Knínice au sud-est, par Chudčice au sud-ouest, et par Sentice à l'ouest.

## Histoire
La première mention écrite de la localité date de 1353.